# فتح مكران
فتح مكران وتُسمى معركة راسل كان قتالاً بين الخلافة الراشدة ومملكة راي وكان يحكمها راجا راسل في أوائل 644 م/23 هـ. وكان هذا أول قتال للخلافة الراشدية في جنوب آسيا. الموقع الدقيق للمعركة غير معروف ولكن المؤرخين أشاروا أن القتال كان في الضفة الغربية من نهر السند.
أعطي الخليفة عمر قيادة هذه الحملة إلي سهيل بن عدي. توجه سهيل بجيشه من البصرة في 643 م. ووصل في نهاية المطاف إلى مكران (ما هو الآن جزء من باكستان حاليا). كانت أراضي تابعة للساسانيين لعدة قرون ولكن بعد ذلك أصبحت ضمن مملكة راي التي ضمتها في 636-637 م على الرغم من أنها تصرفت كدولة تابعة للساسانيين الفرس في الماضي.
لم تستمر مكران تحت حكم المسلمين وتم إعادة فتحها لاحقا في عهد الدولة الأموية على يد القائد سنان بن سلمة بن المحبق الهذلي.

## خلفية
قبل غارات المسلمين، كانت مكران تحت قيادة الهند الهندوسية، لكن المنطقة كانت مشتركة أيضا مع دولة الزنبيل. من فترة مبكرة، تناوبت أجزاء منه في كثير من الأحيان بين السيطرة الهندية والفارسية مع الجزء الفارسي في الغرب والجزء الهندي في الشرق. بعد ذلك تم ضمه من قبل الفرس من راي سهيراس الثاني. أعيد غزوها من قبل القائد شاش من ألور في 631 م. بعد عشر سنوات، وصفها تشيونتسانغ الذي زار المنطقة بأنها «تحت الحكومة إذا فارس». بعد ثلاث سنوات، عندما دخلها المسلمين، كانت تعتبر «حدود الهند». ومكران لم تغب عن انظار الخلفاء كمنطقة مهمة لإكمال الفتوحات في المشرق فهي الوصل بين بلاد فارس التي كانت تحت حكم الخلافة الراشدة مسبقا ثم الدولة الاموية لاحقا.

## أحداث الفتوح
اتجه الحكم بْن عمرو التغلبي ناحية مكران حتى انتهى إليها، ولحق به شهاب بن المخارق بن شهاب فانضم إليه، وأمده سهيل بن عدي وعبد الله بن عبد الله بن عتبان بأنفسهما، فانتهوا إلى دوين النهر، فحشد راجا راسل (حاكم هندوسي محلي من مملكة السند) جيوش ضخمة في مكران لوقف تقدم المسلمين. فاقتربوا منهم فالتقوا فاقتتلوا بمكان من مكران من النهر على أيام، فهُزمت قوات راجا راسيل في ساحة المعركة، وقتل منهم الكثير وتبعهم جيش المسلمين حتى انتهوا إلى النهر وفر جيش راسل إلي الضفة الشرقية من نهر السند. في أقصى الشرق من نهر السند وضعت السند الذي كان ضمن مملكة راي. بعد أن علم الخليفة عمر أن السند بلد فقيرة نسبياً، رفض اقتراح سهيل عبور نهر السند. في الوقت الحاضر، أعلن الخليفة نهر السند حدود طبيعية شرقية لدولة المسلمين. انتهت الحملة في منتصف 644م.

## ما بعد الفتح
وكانت هذه أول مواجهة بين الخلافة الراشدية ومملكة السند الهندوسية. وغنم المسلمون منهم غنيمة كثيرة، وكتب الحكم بن عمرو بالفتح، وبعث بالأخماس مع صحار العبدي.
فلما قدم صحار العبدي على عمر سأله عن أرض مكران وما وراء نهر السند فقال صحار: 
 فقال: أسجاع أنت، أم مخبر (أنت رسول أم شاعرا) ؟ قال: لا بل مخبر".
عند ذلك (بعد ان علم أن بلوشستان أرض قاحلة وغير ملائمة لإرسال جيش) أرسل الخليفة عمر لقادته أن لا يغزوا بعد مكران، وليقتصروا على مادون النهر. ويجب أن تكون مكران الحدود الشرقية القصوى للخلافة الراشدة، ولا يجب القيام بمزيد من المحاولات لتوسيع الفتوحات. وأمره ببيع الفيلة بأرض الإسلام، وقسم أثمانها على من أفاء الله عليه.
وقد قال الحكم بن عمير في ذلك:
ويرجع ذلك أساسا من عمر سياسة توطيد سيادة قبل احتلال المزيد من الأراضي. نفس العام 644م رفض الخليفة عمر الاقتراح من قبل الأحنف بن قيس (فاتح خراسان) من عبور نهر جيحون في الشمال لغزو آسيا الوسطى. وبالمثل في الغرب قد دعا عمرو بن العاص بالعودة وقد كان قد سار إلى شمال أفريقيا واستولى على طرابلس.
ويبدوا ان قوة شوكة أهل مكران قد قوت في عصر معاوية بن ابي سفيان فقد ثاروا عدة مرات على أصحاب الثغر وقتلوا عبد الله بن سوار العبدي وقد عادت مكران الى عهدها القديم تحت حكم الهندوس فأعاد سنان بن سلمة بن المحبق الهذلي فتحها ومصرها وضبط بلاد السند وأقام بها.
وقد أحدث إعادة فتح مكران بعهد معاوية فرقا كبيرا في استمرار الفتوحات وذلك كونها أصبحت مركزا وعاصمة للسند الإسلامية وكانت نقطة لاستمرار الفتوحات في تلك المناطق الى أن اتى عصر عبد الملك بن مروان وأصبحت مكران نقطة انطلاق الجيوش الفاتحة في فتح السند الإسلامي.